# Kings House Hotel

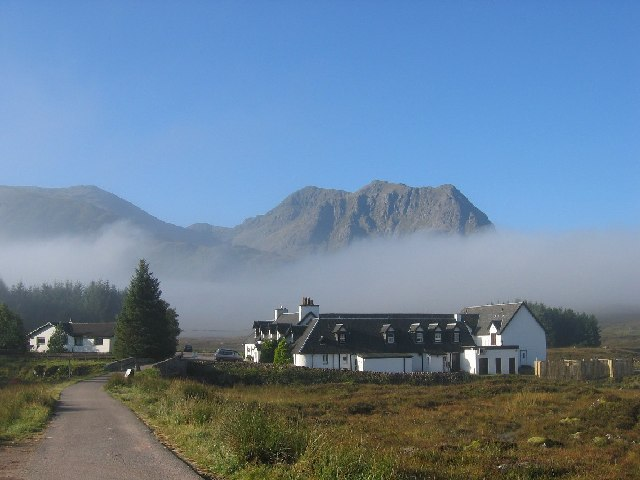
Kings House Hotel, im Hintergrund Sròn na Creise, die Nordwand des 1100 Meter hohen Creise, im Vordergrund links die Brücke über den River Etive (Aufnahme aus dem Jahr 2004, vor den umfassenden Umbauten 2017/18)

Das Kings House Hotel (auch Kingshouse Hotel oder King’s House Hotel) ist ein Hotel in Schottland. Es liegt an der A82 zwischen dem Ostende des Glen Coe und dem Rand des Rannoch Moores. Das Hotel ist eine wichtige Zwischenstation auf dem West Highland Way und eine der wenigen festen Siedlungen im Bereich des Moores.

## Geschichte

### Vom 17. bis zum 19. Jahrhundert
Kings House entstand im 17. Jahrhundert, wobei aus dieser Zeit keine genauen Daten und Informationen mehr vorliegen. Bereits zu den Zeiten von General George Wade, der Anfang des 18. Jahrhunderts Straßen in den Highlands anlegen ließ, bestanden vermutlich schon feste Unterkünfte an der wichtigen Verbindung durch das Rannoch Moor. Nachweisbar sind sie um 1746, als sie als Kaserne für die Soldaten der britischen Regierungstruppen genutzt wurden, die unter dem Duke of Cumberland die aufständischen Jakobiten nach deren letztem, in der Schlacht bei Culloden 1746 gescheiterten Aufstand verfolgten. Die heutigen Gebäude des Hotels stammen in ihren Grundzügen aus dem Jahr 1765. Bedeutsam wurde Kings House in der Zeit nach den Aufständen vor allem für Viehtreiber und Handelsreisende auf der wichtigen Verbindung von der Westküste nach Glasgow. Aus dieser Zeit stammt auch die wahrscheinlich 1751 errichtete Steinbrücke im Verlauf der alten Militärstraße über den hinter dem Hotel fließenden River Etive. Die Brücke steht seit 1977 unter Denkmalschutz.
Aufgrund der einsamen Lage und der stark schwankenden Nachfrage war die Bewirtschaftung des Hotels schwierig und führte wiederholt zu Pächterwechseln. Andererseits bedeutete die Lage am Rande des Rannoch Moors für das Kings House ein Monopol. Trotzdem hatte das Haus bis weit in die erste Hälfte des 19. Jahrhunderts einen schlechten Ruf. Die ersten Reisenden, die Kings House im Zuge von Forschungsreisen besuchten oder in der Frühphase des durch die Werke von Samuel Johnson und Walter Scott ausgelösten Tourismus in den Highlands unterwegs waren, empfanden es meist negativ. Thomas Pennant erwähnte Kings House während einer Reise im Jahr 1769 und beschrieb es als unzureichend eingerichtet. Dorothy Wordsworth verbrachte zusammen mit ihrem Bruder William Wordsworth 1803 in Kings House eine Nacht und vermerkte den Aufenthalt ausgesprochen negativ:

“Never did I see such a miserable, such a wretched place, – long rooms with ranges of beds, no other furniture except benches, or perhaps one or two crazy chairs, the floors far dirtier than an ordinary house could be if it were never washed […] We sate shivering in one of the large rooms for three quarters of an hour before the woman could find time to speak to us again [...]. She had no eggs, no milk, no potatoes, no loaf-bread, or we should have preferred tea. […] After another hour’s waiting, supper came, – a shoulder of mutton so hard that it was impossible to chew the little flesh that might be scraped off the bones, and some sorry soup made of barley and water, for it had no other taste.”

„Niemals zuvor habe ich einen solchen armseligen, einen solchen erbärmlichen Ort gesehen – langgestreckte Räume mit Reihen von Betten, kein weiteres Mobiliar außer Bänken, oder vielleicht ein oder zwei aberwitzige Stühle, die Böden weitaus schmutziger als ein normales Haus sein könnte, das niemals geputzt wurde […]. Eine dreiviertel Stunde saßen wir zitternd in einem der großen Räume, bevor die Frau Zeit fand, erneut mit uns zu sprechen […]. Sie hatte keine Eier, keine Milch, keine Kartoffeln, kein Brot, oder ob wir lieber Tee hätten. Nach einstündigem Warten kam das Abendessen – eine Hammelschulter, so zäh, dass es unmöglich war, das wenige Fleisch zu kauen, das von den Knochen gekratzt werden konnte, und irgendeine kärgliche, geschmacklose Suppe aus Gerste und Wasser.“

Ein Landvermesser des Militärs bescheinigte dem Haus etwa zur gleichen Zeit, im Jahr 1802, „mehr Ähnlichkeit mit einem Schweinestall denn mit einem Gasthaus“. Zu dieser Zeit war Kings House eine wichtige Zwischenstation für Viehtreiber und Händler, die in den Highlands unterwegs waren. Wordsworth beschreibt es denn auch als überfüllt mit Treibern, Reitern, Frachtführern und sonstigen Reisenden.

### Vom 19. Jahrhundert bis zur Gegenwart

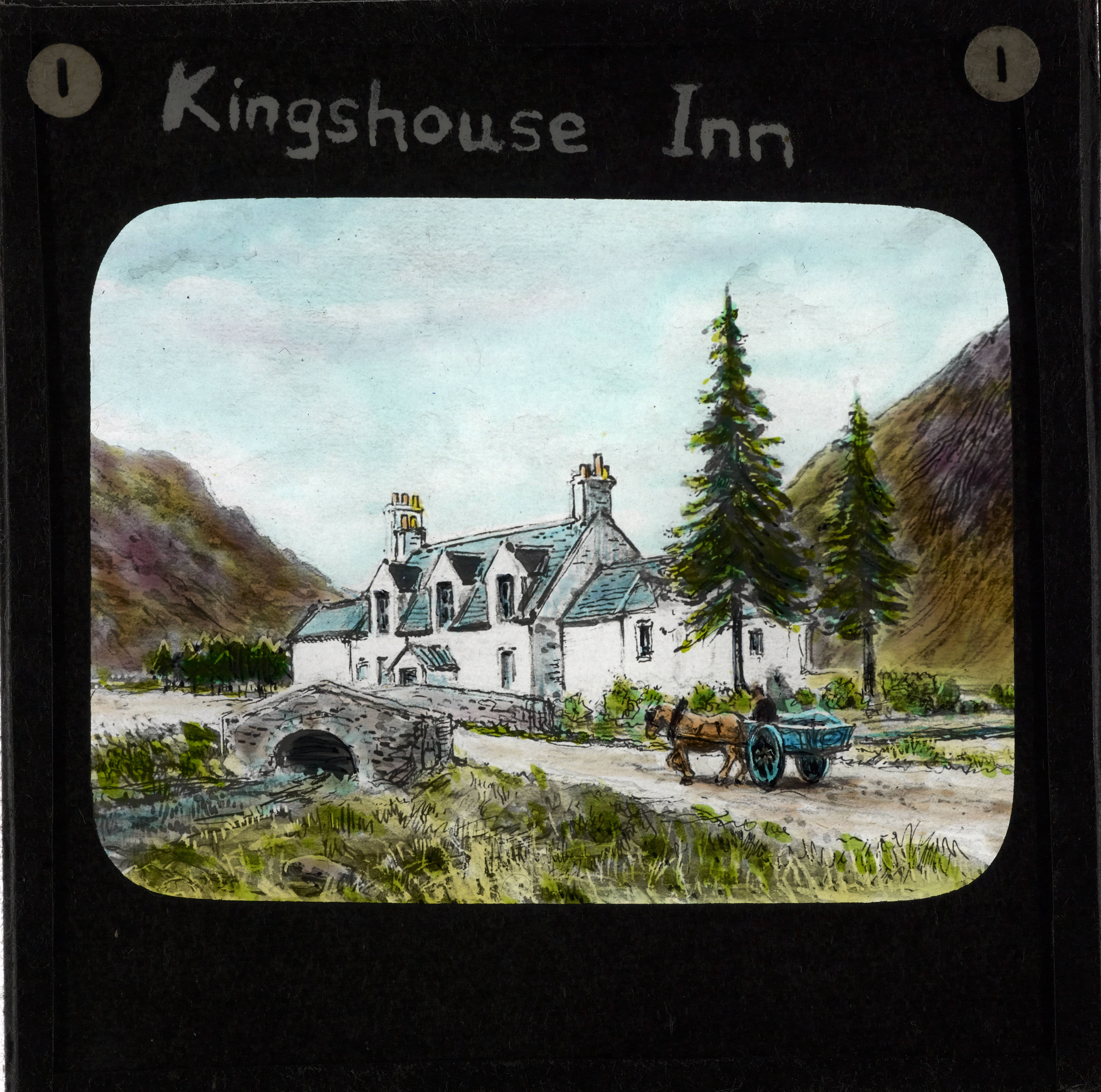
Historische Ansicht des Hotels

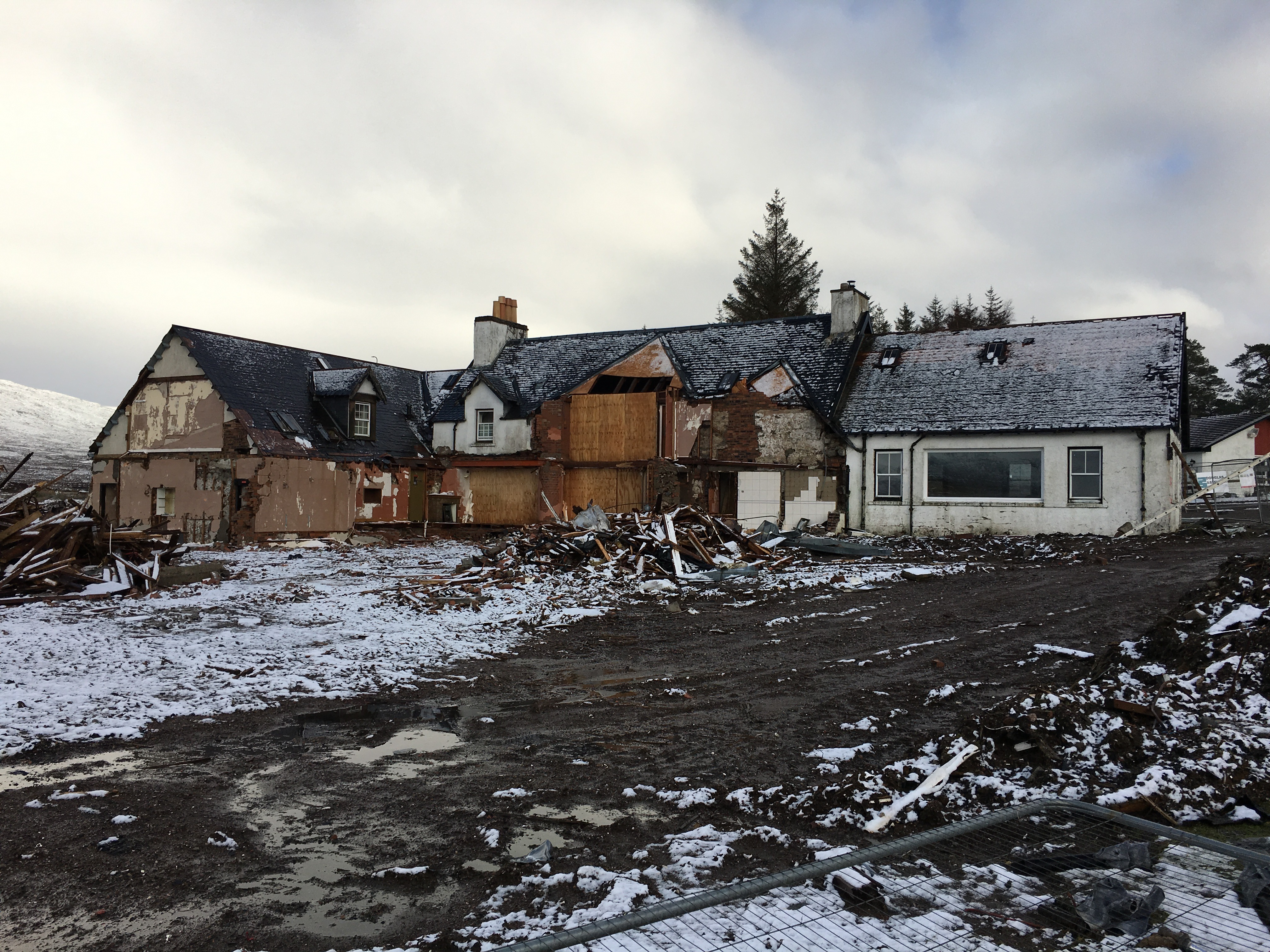
Kings House Hotel während der Umbauarbeiten 2018, nach dem Abriss der Erweiterungen aus dem 20. Jahrhundert

Im Verlauf des 19. Jahrhunderts gewann Kings House weiter an Bedeutung. Zu den Treibern und Frachtführern kamen jetzt zunehmend Touristen des Viktorianischen Zeitalters, die die Highlands als Ziel entdeckt hatten. Bekanntester Besucher in dieser Zeit war wohl Charles Dickens; der Reiseschriftsteller Herbert Byng Hall erwähnte das Hotel ebenfalls. John Stuart Blackie nutzte es als Ausgangspunkt für Feldforschungen zur gälischen Sprache. Ende des 19. Jahrhunderts nahm der Anteil der Bergsteiger und Wanderer zu und Sir Hugh Munro, Urheber der Liste der Munros mit allen schottischen Bergen über 3000 Fuß (umgerechnet 914,40 Meter), gehörte zu den regelmäßigen Gästen. In dieser Zeit hatte sich die Qualität des Hotels verbessert, teilweise gab es ausgesprochen lobende Kritiken. Mit dem Ausbau der heutigen A82 war das Hotel seit Beginn des 20. Jahrhunderts auch per Auto zu erreichen.
Anfang der 1960er Jahre wurde das Hotel umfassend ausgebaut und modernisiert. Zu dieser Zeit gehörte es zur im Besitz der Familie Fleming (bekanntestes Mitglied der Familie ist der James-Bond-Autor Ian Fleming) befindlichen Black Mount Estate. Etwa zwei Kilometer südlich des Hotels war zuvor 1956 an den Nordhängen des Meall a’ Bhùiridh die White Corries Ski Area (heute Glencoe Mountain Resort) eingerichtet worden, das älteste schottische Skigebiet.
Seit Einrichtung des West Highland Way im Jahr 1980 stellt Kings House eine wichtige Zwischenetappe auf dem 154 km langen Fernwanderweg dar. Es ist die einzige feste Übernachtungsmöglichkeit auf den über 30 Kilometern Weg zwischen Inveroran und Kinlochleven. Etwas abseits des Hotels sind heute Flächen für Zelte ausgewiesen.
2014 ging das Hotel bei Christie’s in das Eigentum der Black Corries Estate über, die bereits Eigentümer von circa 20.000 Acres in diesem Bereich des Rannoch Moores ist. Die neuen Eigentümer ließen das Hotel in den Jahren 2017/18 umfassend renovieren und erweitern. Nach ihren Angaben wollten sie dabei den Charakter als ehemalige Herberge für Viehtreiber und Domizil für Wanderer und Bergsteiger bewahren. Das Kings House Hotel wurde daher zum 1. November 2017 geschlossen. Eine ersatzweise errichtete einfache Übernachtungsstätte (Bunkhouse) wurde bereits 2016 eröffnet, aber Anfang 2018 wieder geschlossen, so dass Wanderern auf dem West Highland Way in der Saison 2018 keine Übernachtung zur Verfügung stand. Bunkhouse und Hotel sollten Ende 2018 wieder geöffnet werden. Die vorgestellten Umbau- und Erweiterungspläne wurden vom Highland Council genehmigt, jedoch von Bergsport- und Umweltschutzverbänden als überdimensioniert und nicht zur Umgebung passend kritisiert. Nachdem die überarbeiteten Pläne schließlich die erforderlichen Genehmigungen erhalten hatten, wurde das umgebaute Hotel im Februar 2019 wieder eröffnet. Dabei wurden die diversen Anbauten aus den 1960er Jahren wieder entfernt und durch einen neuen Gebäudeflügel ersetzt. Das renovierte Hotel besitzt 57 Betten, weitere 32 Plätze stehen im weiterhin vorhandenen Bunkhouse zur Verfügung.
Die Ansiedlung Kings House besteht neben dem Hotel aus mehreren Nebengebäuden sowie zwei Cottages.